# St.-Vitus-Kirche (Reinstorf)

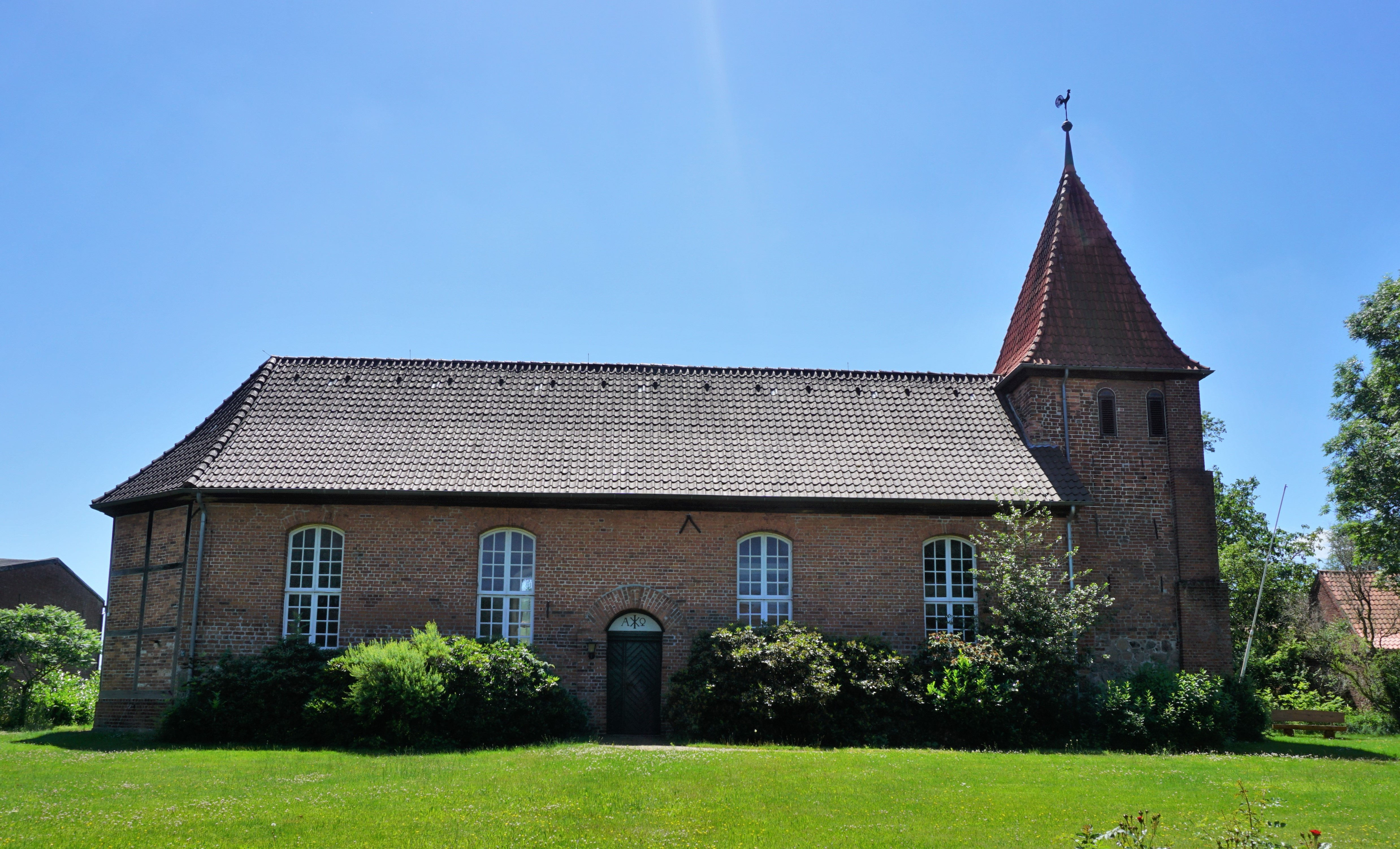
Nordansicht der St.-Vitus-Kirche in Reinstorf

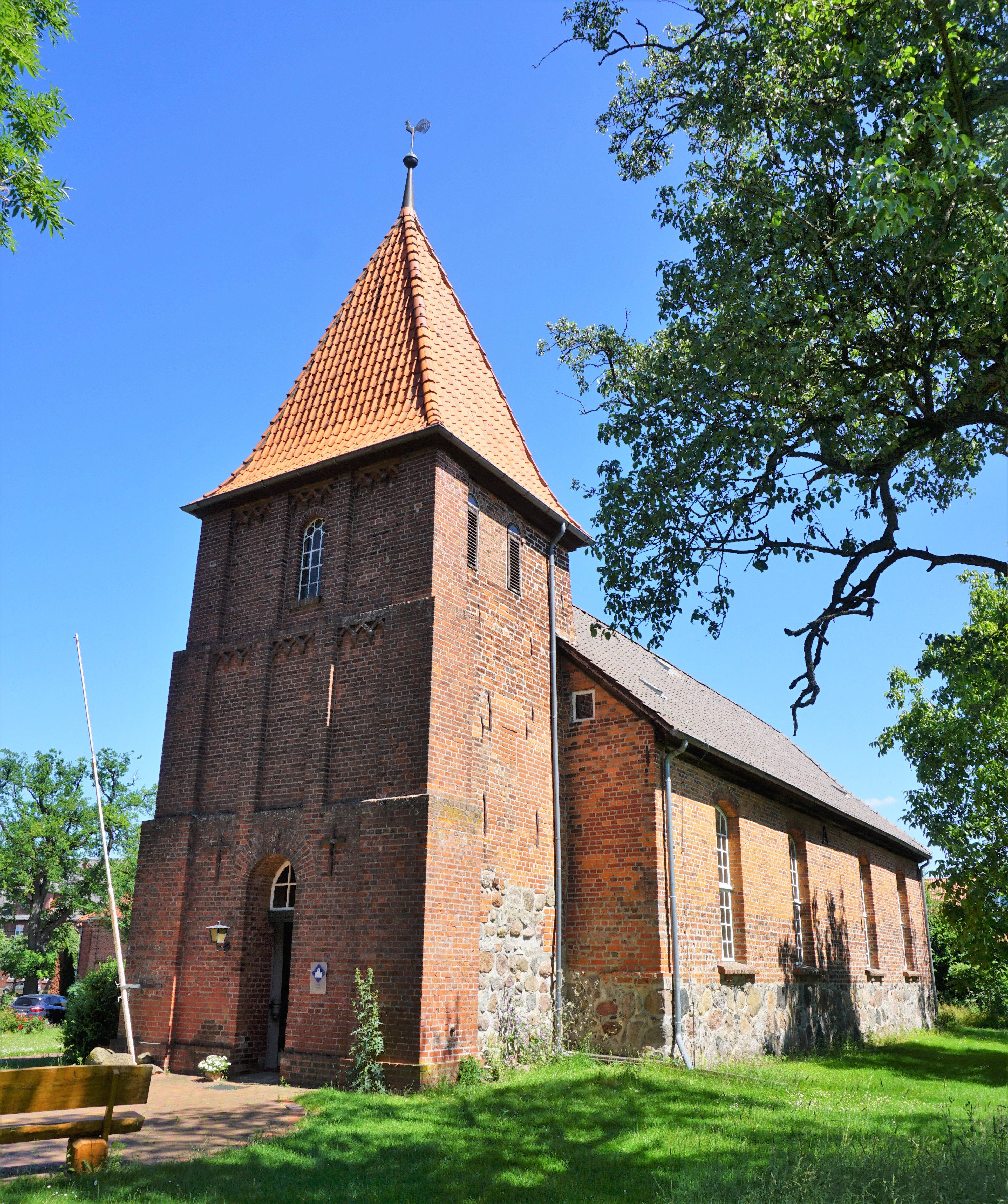
Blick von Südosten auf die Backsteinkirche

Die evangelisch-lutherische St.-Vitus-Kirche steht in Reinstorf im niedersächsischen Landkreis Lüneburg.

## Geschichte
Die Gründung der Kirche wird zwischen 1059 und 1091 bzw. 1124 gewesen sein, denn 1059 wurde die Kirche in Rastede gestiftet, 1091 das Kloster in Rastede und am 27. September 1124 in der ältesten Urkunde heißt es u. a. dass die Kirche und das Dorf Reynestorpe dem Kloster Rastede gehören, womit die St.-Vitus-Kirche zu den ältesten kirchlichen Bauwerken im Landkreis Lüneburg gehört. 1348 wurde das Patronat über die Kirche an das Kloster Lüne verkauft, welches das Patronat bis zur Reformation im Jahr 1550 innehatte.
Die heutige Gestalt der Kirche entstand größtenteils bei Umbaumaßnahmen Anfang des 19. Jahrhunderts. Der Zeitpunkt ist nicht sicher belegt, vermutet wird aber das Jahr 1824.
1891 wurde das Pfarrhaus als einfacher Rohziegelbau gegenüber der Kirche errichtet.
Die Gestalt des Kirchturms entstand bei Umbaumaßnahmen um 1900.
Bei einer Renovierung in den 1990er Jahren wurde der Altar mit der Altarwand in seinen ursprünglichen Zustand zurückversetzt.
Die St.-Vitus-Kirche gehört heute neben der Matthäuskirche in Barendorf, der St.-Nikolaus-Kapelle in Vastorf und der Petri-Kirche in Wendhausen zur Kirchengemeinde Reinstorf im Kirchenkreis Lüneburg im Sprengel Lüneburg in der Evangelisch-lutherischen Landeskirche Hannovers.

## Architektur

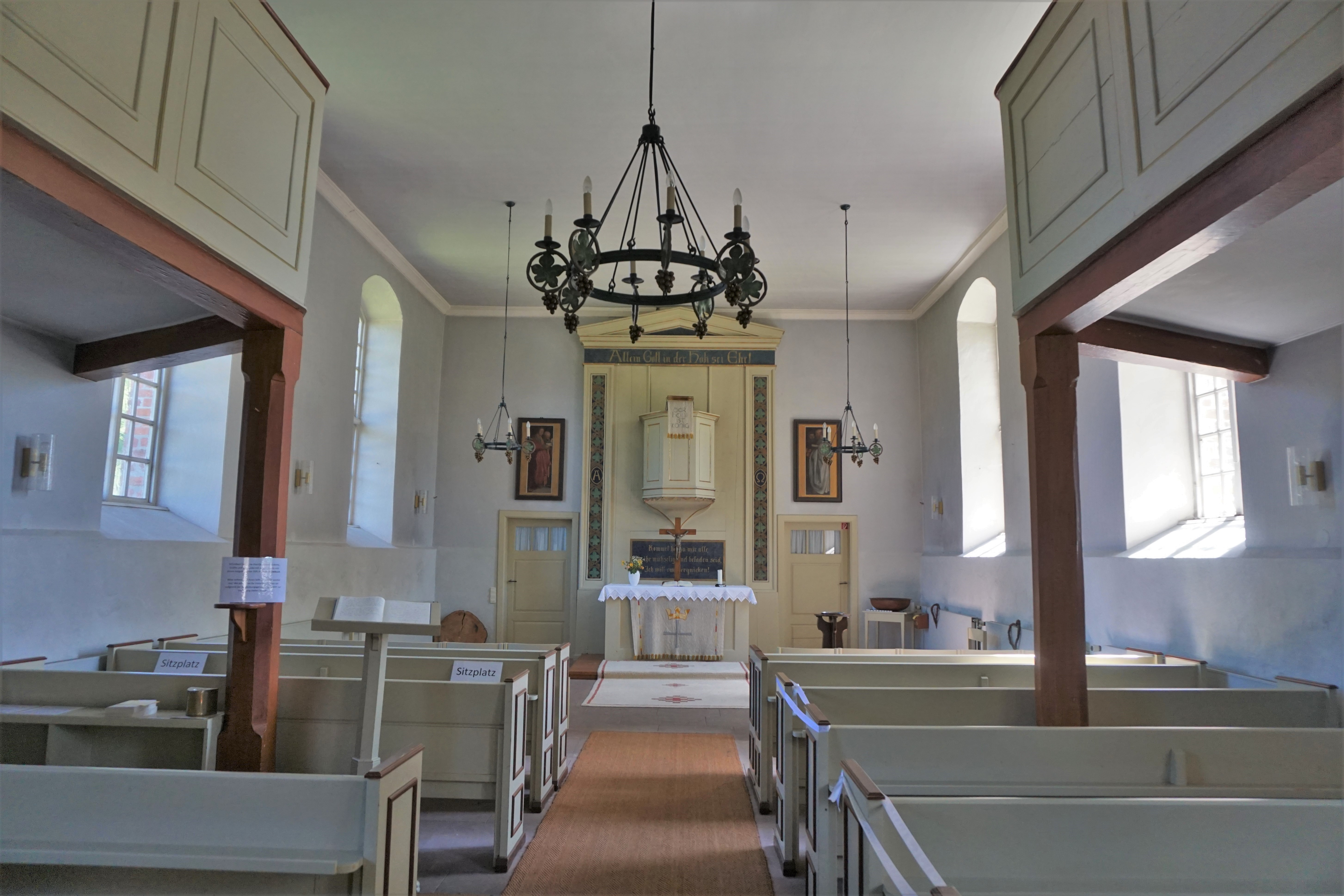
Blick in das Kirchenschiff

Die Kirche ist ein rechteckiger Backsteinbau mit einem dreiseitigen Ostabschluss in Fachwerk. Der gedrungene Westturm wurde ursprünglich als Fachwerkbau errichtet und besitzt heute eine Backsteinummantelung. Das Langhaus und der Westturm sind mit roten Dachziegeln gedeckt. Ein Teil der heutigen Bausubstanz stammt noch von den Vorgängerbauwerken. Hierzu zählt Fachwerk im Bereich der Sakristei an der Ostseite sowie im unteren Bereich der Kirche verbaute Feldsteine.
Das Kirchenschiff besitzt im Westen über dem Eingangsbereich eine U-förmige Hufeisenempore auf der sich auch die Orgel befindet, welche heute nicht mehr funktionsfähig ist. Hinter dem Altartisch befindet sich eine hölzerne Altarwand mit einem klassizistischen Kanzelaltar, der über die Sakristei betreten werden kann. Wiederkehrende Schmuckelemente in der Saalkirche sind Efeu und Trauben, die unter anderem die Kronleuchter, Fenster und Altarwand zieren.
Die Kirche bietet Platz für 200 Menschen.

## Ausstattung

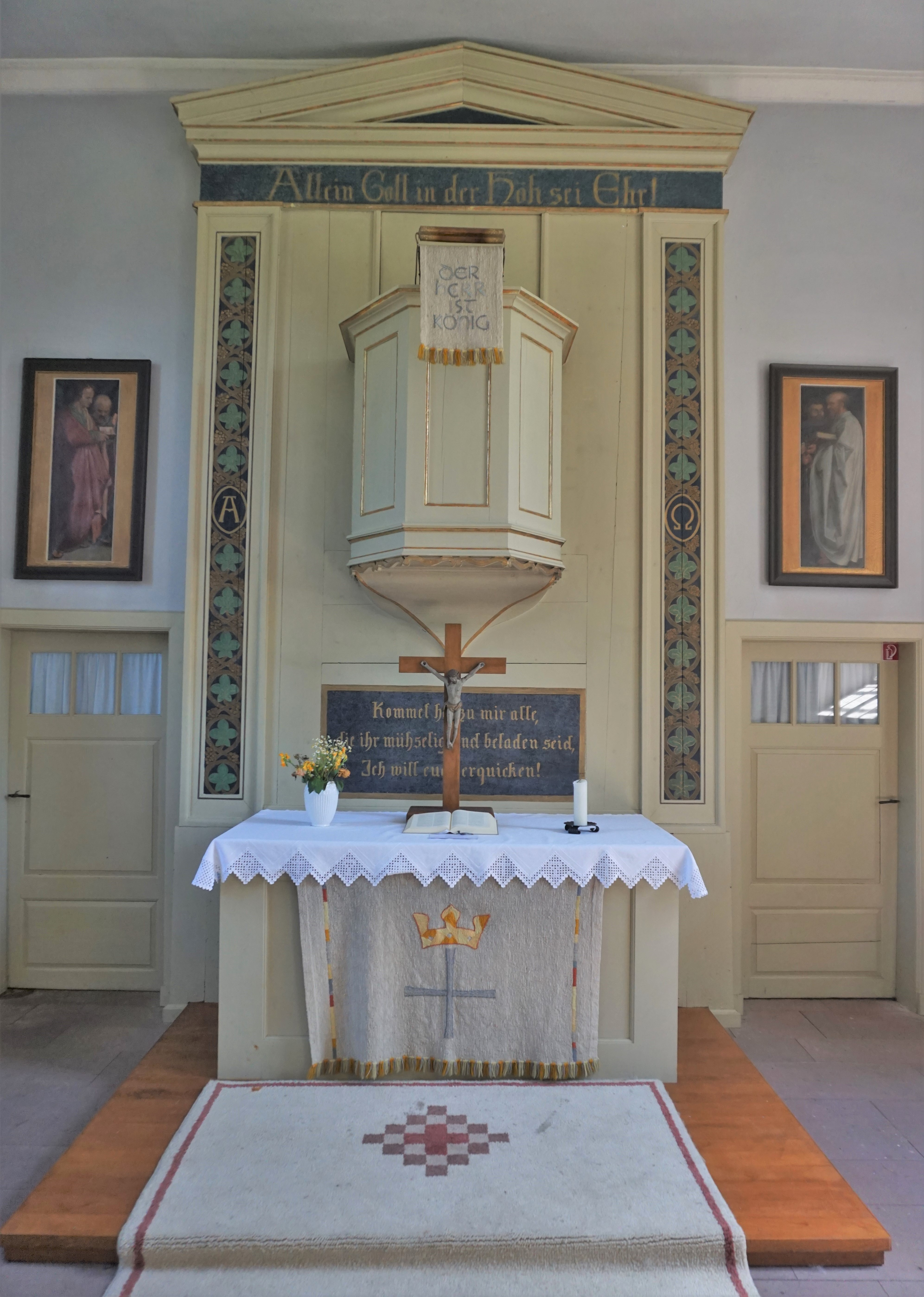
Altartisch mit Altarwand

### Altarwand
Die die direkt hinter dem Altartisch befindliche Altarwand stammt aus dem 16. Jahrhundert. An den beiden Rändern der Altarwand verläuft jeweils vertikal eine Malerei aus Efeu und Trauben. Links und rechts von der Altarwand hängen zwei Gemälde, die ursprünglich in der Petri-Kirche in Wendhausen hingen. Rechts sind Markus und Paulus sowie links der Jünger Johannes und Petrus dargestellt. Es handelt sich um eine Nachbildung des Diptychons „Die vier Apostel“ des Malers Albrecht Dürer.

### Taufbecken
Das Taufbecken stammt aus dem Jahr 1890. Die Grundstruktur besteht aus Holz und enthält eine goldene Schale mit goldenem Deckel. Das Taufbecken trägt die Inschrift: „Wer da glaubt und getauft wird, der wird selig werden“.

## Geläut
Die St.-Vitus-Kirche besitzt zwei Glocken. Die größere Glocke wurde im Jahr 1879 gegossen und enthält unter dem aus Efeuranken gebildeten oberen Randfries die Inschrift: „Naht euch zu Gott, so naht er sich zu euch“. Die kleinere Glocke stammt aus dem Jahr 1952. Sie wird von der Lutherrose sowie dem Vers „O Land, Land, Land, höre des Herrn Wort!“ geziert.
In der Kirche befand sich eine Glocke aus dem Jahr 1466 des Glockengießers Cord Vrigbuse, die mutmaßlich während eines Weltkrieges eingeschmolzen wurde. Sie wurde von folgender Inschrift geziert:
```
na.g(o)bbes.bort.m.cccc.Irbi.iar.maria.het.ick.kort.brigbek.got.mik.
```